# София (ТЭЦ)
«Софи́я» (болг. София) — теплоэлектроцентраль в Софии, Болгария. За годы существования предприятие несколько раз меняло своё название.

## История
Решение Национальной ассамблеи о строительстве предприятия было принято в 1947 году.
Тепловая электростанция (во время строительства имевшая название «Надежда») была построена в соответствии с 1-м пятилетним планом развития народного хозяйства НРБ при помощи СССР и введена в эксплуатацию как ТЭС имени И. В. Сталина.
В 1950 году почтовое ведомство Болгарии выпустило марку с изображением ТЭС.
В 1972 году министерство лесов и охраны природной среды НРБ разработало широкую программу по охране и восстановлению природной среды в Народной Республике Болгария на период до 1990 года. В ходе выполнения программы, ТЭЦ "София" была реконструирована.
В 1986 году при технической помощи ЧССР мощности ТЭЦ "София" были увеличены.